# Sabato sera
Sabato sera (укр. Суботній вечір) — італійська музично-розважальна телепередача, яка транслювалася на каналі Rai 1 у 1967 році.

## Опис
Було безліч телевізійних програм в ефір в 1967 році на Національної програми. Авторами передачі були Антонелло Фалько і Мауріціо Юргенс, музику написав Бруно Канфора. Програма, яка тривала десять епізодів, багато в чому була схожою зі ще однією музично-розважальною телепередачею — «Studio One».